# Geraint
Geraint je lik iz velškog folklora i legendi o kralju Arthuru koje ga opisuju kao kralja Dumnonije i hrabrog ratnika. Dio povjesničara pretpostavlja da se temelji na ličnosti ili ličnostima koje su živjeli u doba ili neposredno pred vladavinu povijesnog kralja Artura, a dio smatra da nikada nije postojao. Njegovo ime predstavlja velšku verziju latinskog imena Geroncije (Gerontius).